# Ptilodactyla donkieri
Ptilodactyla donkieri is een keversoort uit de familie Ptilodactylidae. De wetenschappelijke naam van de soort is voor het eerst geldig gepubliceerd in 1913 door Pic.